# Maia Mitchell

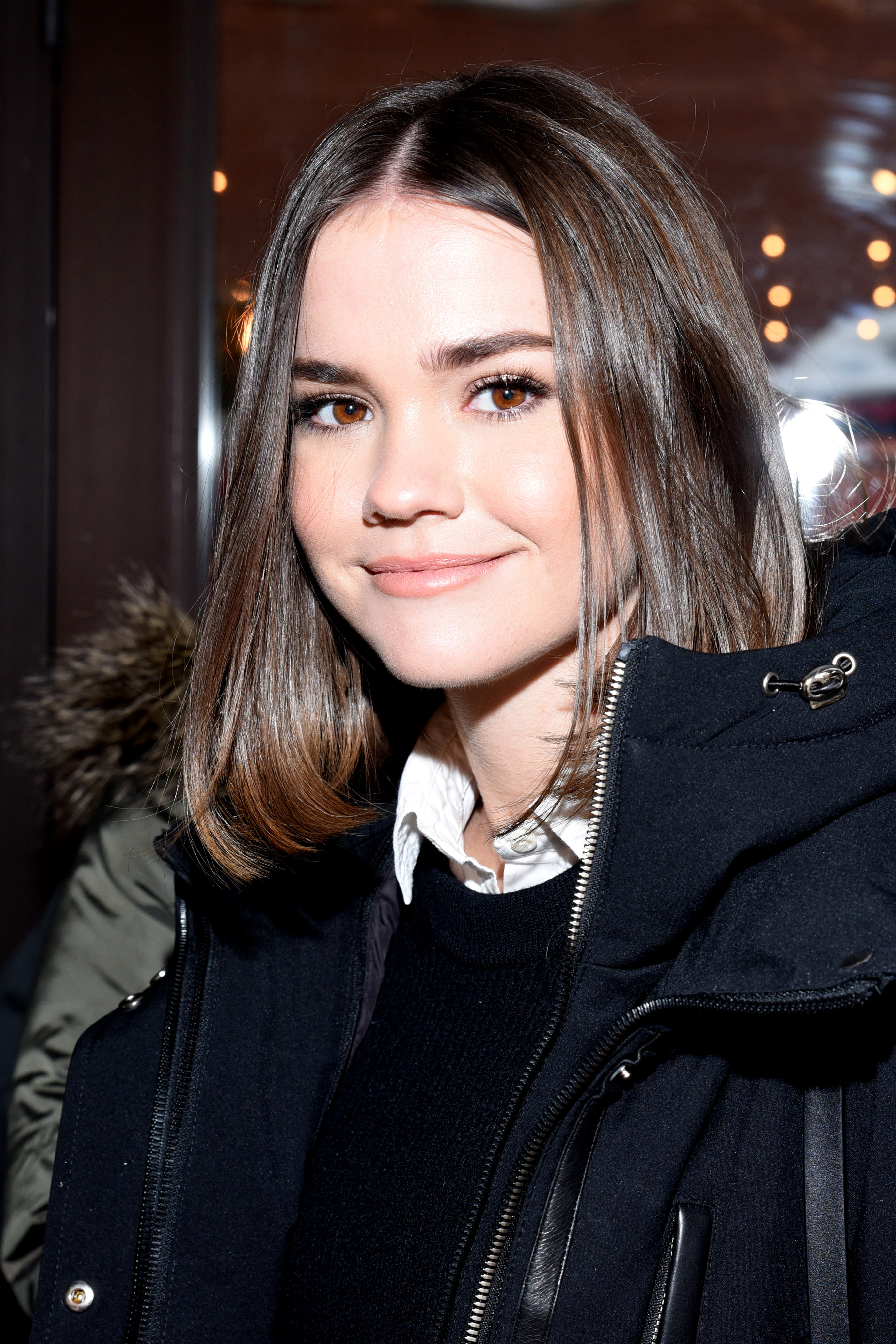
Maia Mitchell (2018)

Maia Mitchell (* 18. August 1993 in Lismore, New South Wales) ist eine australische Schauspielerin und ehemalige Kinderdarstellerin. Bekannt wurde sie durch ihre Rolle als Brittany Flune in der Fernsehserie Meine peinlichen Eltern. Außerdem spielte sie 2008 in der Fernsehserie Trapped sowie 2011 in der Fortsetzung Castaway als Natasha Hamilton mit. Von 2013 bis 2018 gehörte sie zum Cast der Serie The Fosters. Von 2019 bis 2022 spielte sie eine Hauptrolle in der Nachfolgeserie Good Trouble.

## Leben & Karriere
Maia Mitchell wurde in Lismore, New South Wales, geboren. Ihr Vater Alex Mitchell ist Taxifahrer, während ihre Mutter Jill im Bildungssystem arbeitet. Sie hat einen jüngeren Bruder. Im Jahr 2011 hat sie das Trinity Catholic College in Lismore abgeschlossen.
Mitchells Karriere in ihrem Heimatland Australien begann mit Schulaufführungen und lokalen Theaterstücken. Im Alter von 12 Jahren wurde sie für die Jugendserie Meine peinlichen Eltern entdeckt. Anschließend war sie in den Serien Trapped und Castaway zu sehen. Ihre erste Rolle in einer US-amerikanischen Produktion war 2013 ein Gastauftritt in der Serie Jessie. Anschließend erhielt sie die weibliche Hauptrolle im Disney Channel Original Movie Teen Beach Movie und der Fortsetzung Teen Beach 2.
Von 2013 bis 2018 verkörperte sie den Part der Callie Jacobs, später Callie Adams Foster, in der von Jennifer Lopez produzierten Serie The Fosters. Nach deren Ende übernahm Mitchell direkt eine Hauptrolle im Ableger Good Trouble, bei dem sie auch als Produzentin fungierte. Im März 2022 verkündete sie ihren Ausstieg aus der Serie. Im Mai 2019 startete auf Netflix der Film The Last Summer, in dem sie neben Halston Sage, K. J. Apa und Tyler Posey eine der Hauptrollen spielt.

## Filmografie (Auswahl)
- 2006–2007: Meine peinlichen Eltern (Mortified, Fernsehserie, 25 Episoden)
- 2008–2009: Trapped (Fernsehserie, 25 Episoden)
- 2009: K-9 (Fernsehserie, Episode 1x20)
- 2011: Castaway (Fernsehserie, 15 Episoden)
- 2013–2015: Jessie (Fernsehserie, Episoden 2x10–2x11 & 3x26-3x27)
- 2013: Phineas und Ferb (Phineas and Ferb, Fernsehserie, Episode 4x11)
- 2013: Teen Beach Movie (Fernsehfilm)
- 2013: The Philosophers – Wer überlebt? (After the Dark)
- 2013–2018: The Fosters (Fernsehserie, 104 Episoden)
- 2015: Teen Beach 2 (Fernsehfilm)
- 2015: Jake und die Nimmerland Piraten (Jake and the Never Land Pirates, Fernsehserie, 2 Episoden, Stimme von Wendy Darling)
- 2016–2017: Whisker Haven Tales with the Palace Pets (Fernsehserie, 2 Episoden, Stimme von Brook)
- 2016–2019: Die Garde der Löwen (The Lion Guard, Fernsehserie, 7 Episoden, Stimme von Jasiri)
- 2017: Hot Summer Nights
- 2018: Never Goin’ Back
- 2019: The Last Summer
- 2019: Stories from Our Future (Fernsehserie, 2 Episoden)
- 2019–2024: Good Trouble (Fernsehserie, 60 Episoden, auch Produzentin)
- 2022: No Way Out
- 2023: Rendezvous mit Torten (Sitting in Bars with Cake)
- 2023: The Artful Dodger (Fernsehserie, 8 Episoden)
- 2025: Until Dawn